# Francisco de Sotomaior
D. Francisco de Sotomaior, filho do fidalgo Goês Lourenço de Sottomayor e de Inês de Vilhena, foi Governador de Moçambique entre 1716 e 1719. De seu casamento com Maria Teles de Menezes teve apenas uma filha, Inácia Leonor de Vilhena, que se casou com D. João José de Melo, governador da Índia.